# 올드타운 화이트 커피
올드타운 화이트 커피(영어: OldTown White Coffee)는 말레이시아의 음식점 체인이다. 말레이시아에서 할랄 인증된 식당으로, 1999년에 페락주 이포에서 설립되었다. 말레이시아 외에도 싱가포르, 오스트레일리아, 중국에도 매장이 있다.

## 같이 보기
- 이포 화이트 커피